# Чечітка смугаста
Чечі́тка смугаста (Crithagra ankoberensis) — вид горобцеподібних птахів родини в'юркових (Fringillidae). Ендемік Ефіопії.

## Опис
Довжина птаха становить 11-12 см. Верхня частина тіла сіро-коричневе, поцяткована темними смужками. Нижня частина тіла білувата, поцяткована чіткими бурими смужками. Дзьоб світлий, тнкий, гострий.

## Поширення і екологія
Смугасті чечітки мешкають на високогір'ях центральної і північної Ефіопії. Вони живуть серед стрімких схилів і скель, порослих лишайниками та на високогірних луках Ефіопського нагір'я. Зустрічаються зграями, які нараховують до 60 птахів, на висоті від 2800 до 4300 м над рівнем моря. Іноді приєднуються до змішаних зграй птахів разом зі строкатими і бурогузими щевриками. Живляться насінням трав. Сезон розмноження триває з вересня по грудень. Сезон розмноження триває з вересня по березень, в кладці 3 яйця.

## Збереження
МСОП класифікує цей вид як вразливий. За оцінками дослідників, популяція смугастих чечіток становить від 6 до 15 тисяч птахів. Їм загрожує знищення природного середовища.